# Art Deco (canción)
«Art Deco» es una canción de la cantante y compositora estadounidense Lana Del Rey, proveniente de su cuarto álbum de estudio Honeymoon (2015). Del Rey y Rick Nowels la escribieron, mientras que Del Rey, Nowels, y Kieron Menzies la produjeron. Líricamente, «Art Deco» describe a una «reina de la fiesta». Algunos medios en línea especularon que la letra de la canción era sobre la rapera Azealia Banks, aunque Del Rey ha dicho que esto es falso. Musicalmente, «Art Deco» emplea un ritmo de trap y diversas influencias de jazz, trip hop y hip hop. Según Lucas Villa de AXS, la canción también presenta una estética noir, así como una estética de Lady Sings the Blues. Instrumentalmente, la canción presenta sintetizadores, un saxofón y percusión. La prensa especializada, en general, tuvo opiniones mixtas de la canción, donde alababan la producción, pero criticaban la letra.

## Antecedentes y composición

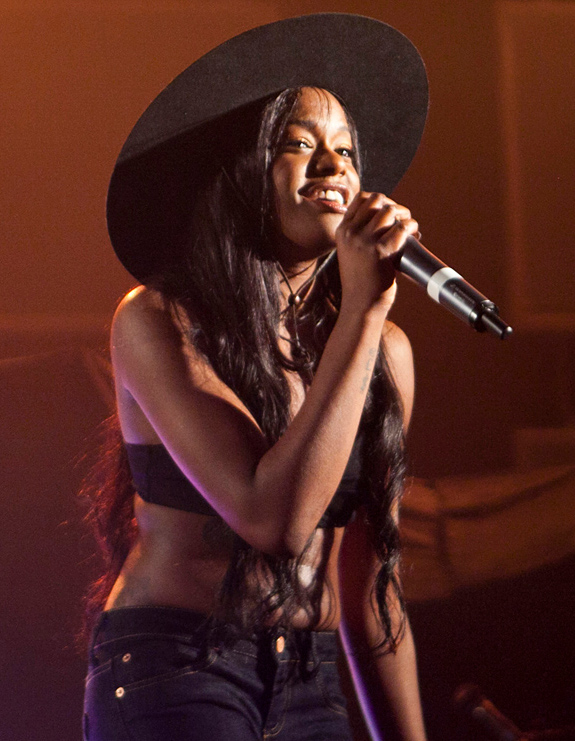
Algunos medios de comunicación creían que la canción era sobre la rapera Azealia Banks.

«Art Deco» dura cuatro minutos y cincuenta y cinco segundos. La canción presenta un ritmo de trap que ha sido descrito como «esquelético» por Kitty Empire del periódico The Guardian y «perezoso» por Nina Corcoran de Consequence of Sound. Billboard creía que la canción mostraba el «fervor de Del Rey por la cultura estadounidense de los años veinte». Nick Levine de Time Out notó un «toque de jazz» presente en «Art Deco». Según Lucas Villa de AXS, «Art Deco» sintetiza la influencia del jazz y la estética noir presente en Honeymoon con diversas influencias, como el «lado de trap de la reina» de Del Rey presente en «High by the Beach», una estética de Lady Sings the Blues que se muestra en «Honeymoon» y «Terrence Loves You», y los «sonidos de trip hop» de «Born to Die». Villa describió la instrumentación de la canción como la inclusión de «sintetizadores de salto de peaje» en la introducción de la canción, una sección de saxofón y una fuerte percusión, que está presente en toda la canción. Líricamente, Villa creía que la canción presentaba a Del Rey contando una historia sobre una «reina de la fiesta». Melissa Maerz de Entertainment Weekly llamó a la canción «jarabe atornillado» y dijo que tiene un «poco de hip hop». Harley Brown, de Spin, creía que la entrega vocal de Del Rey en «Art Deco» era «la más atractiva que jamás haya existido».
Algunos medio como, Billboard e Inquisitr, rumorearon que «Art Deco» se trataba de la rapera Azealia Banks, a pesar de la aparente amistad entre las dos artistas al momento del lanzamiento de Honeymoon. En una entrevista con NME, Del Rey desestimó los rumores y dijo: «Definitivamente no. No tengo idea de dónde sacó eso la gente. Simplemente no sé cuál es la correlación. Esa canción es en realidad sobre un grupo de adolescentes que van fuera todas las noches».

## Recepción

### Crítica
La canción recibió críticas generalmente positivas de la prensa especializada. Popjustice consideró a la canción como el «mejor no sencillo» de Honeymoon. Patrick Ryan, de USA Today, la llamó el punto culminante de Honeymoon, y elogió cómo los riffs de saxofón presentes en la canción que le agregaron un «estilo de jazz» a la canción. Lucas Villa de AXS consideró que «Art Deco» era un «deleite decadente», y lo calificó como la canción «más fuerte» de Honeymoon, con un elogio particular de Villa por las diversas influencias de la canción. Lindsay Zoladz, escribiendo para Vulture, elogió la frase «Eres tan art déco, en el suelo», llamándola «la lírica por excelencia de Lana Del Rey».
Amy Davidson de Digital Spy elogió la canción por agregar un aspecto «interesante» a la personalidad de Del Rey en Honeymoon. En una reseña mixta, Jessica Hopper de Pitchfork calificó la canción como «el punto culminante [de Honeymoon] que se cuaja cuando la frase descuidada ‹Eres tan gueto› sale en el coro», en general considerándola un «fallo de tono». Del mismo modo, Mike Wass, de Idolator, llamó a la canción «líricamente cuestionable», aunque alabó la canción por tener «un ritmo elegante y un coro instantáneamente tarareable». Peter Tabakis de Pretty Much Amazing le dio a la canción una crítica negativa, criticando la rima de «eres tan Art Deco» con «bebé, eres tan gueto». Sam C. Mac de Slant también le dio a la canción una crítica negativa, calificándola de «apropiación vacía» de una «postura subgaga».

## Créditos y personal
Créditos adaptados de las notas de Honeymoon.
- Lana Del Rey – voz, composición, producción
- Rick Nowels – composición, producción, pads, mellotron, bajo
- Kieron Menzies – producción, ingeniería, grabación, mezcla, batería, percusión, sintetizador
- Patrick Warren – orquestaciones, cuerdas, piano, sintetizador
- Trevor Yasuda – ingeniería, grabación adicional
- Chris Garcia – ingeniería, grabación adicional
- Adam Ayan – masterización
- Leon Michels – saxofón, Juno pad
- Derek «DJA» Allen – percusión

«Art Deco» se grabó y mezcló en The Green Building en Santa Mónica (California), y se masterizó  en Gateway Mastering en Portland, Maine.